# Dammweg 9 (Erfurt)

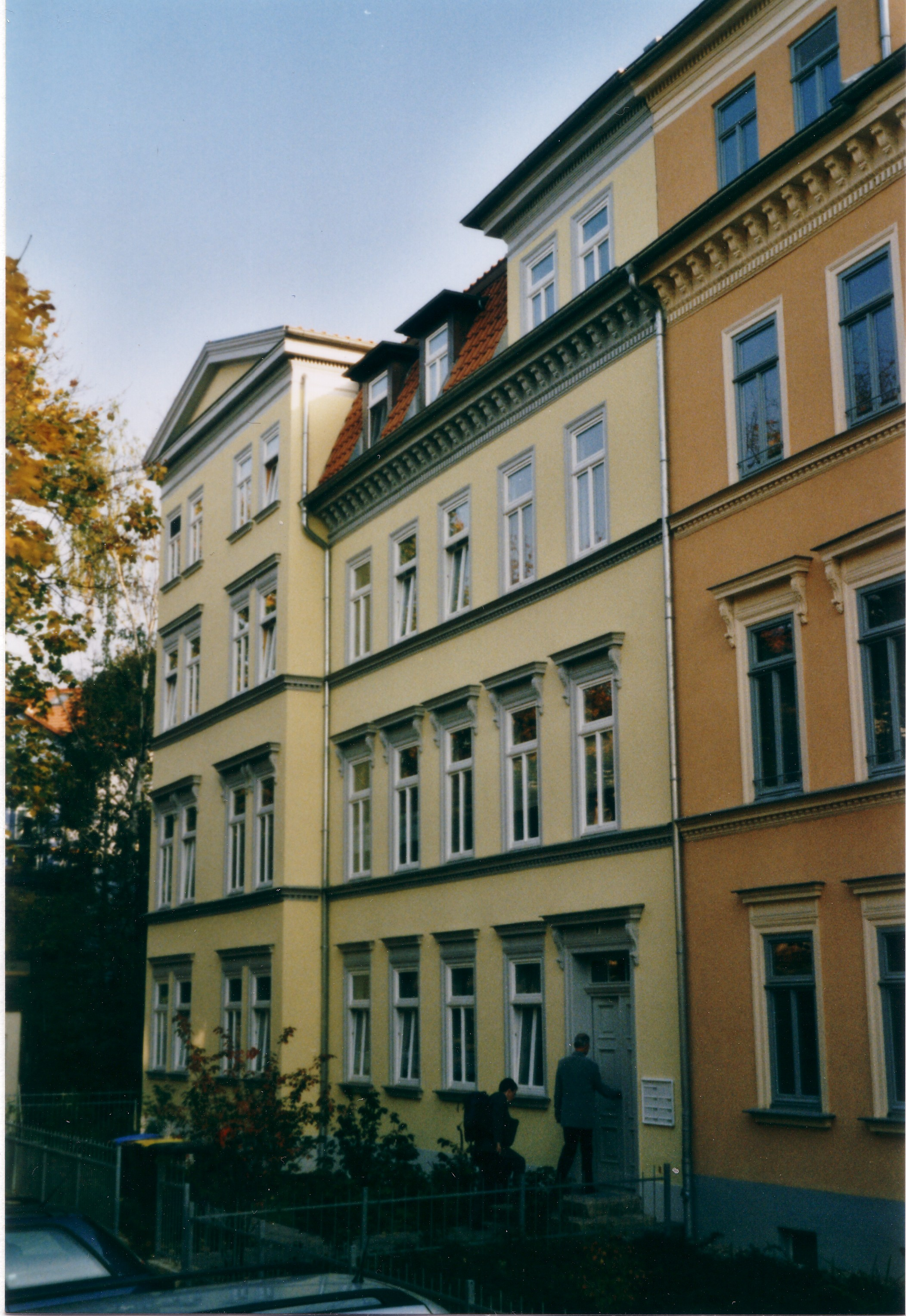
Dammweg 9, Straßenansicht 2001

Dammweg 9 bezeichnet ein klassizistisches Mehrfamilienhaus in Erfurt. Es steht als Einzeldenkmal unter Denkmalschutz.

## Geschichte
Das Gebäude wurde 1876 in Fachwerkbauweise gemeinsam mit dem westlich angrenzenden, spiegelbildlich gestalteten Wohnhaus Dammweg 10 nach einem gemeinsamen Plan errichtet. Bauherr war Johann Heinrich Schüler.
Ursprünglich umfasste es eine große Wohnung auf jeder Etage. Die verputzte Fassade hat neun Fensterachsen, ist durch einen Kellersockel und hölzerne Brustgesimse gegliedert und schließt oben mit einem kräftigen, mit Voluten und Zahnschnitt verzierten Dachgesims über dem 2. Obergeschoss ab. Der linke Teil des Hauses springt als Seitenrisalit etwas hervor, ist ein Vollgeschoss höher und wird mit einem flachen Dreiecksgiebel abgeschlossen. Das dritte Obergeschoss ist im Übrigen als Mansarde mit Dachgauben und einem mittigen, flachgedeckten Dachhaus rechts ausgebildet. Die Fenster sind mit klassizistischen Bekleidungen und Bedachungen geschmückt, wobei die erste Etage als Beletage durch aufwendigere Bedachungen und Voluten-Konsolen hervorgehoben ist. Zusammen mit dem Nachbarhaus bildet es eine über 37,60 m lange, symmetrische, palastartige Anlage nach preußischen und britischen Vorbildern der Zeit.
Am 15. November 1985 wurde das Haus durch ein Verzichtsprotokoll der letzten Eigentümer dem Rat der Stadt Erfurt übertragen. Diese verkaufte es am 8. März 2000 unter Anwendung des Investitionsvorranggesetzes an eine Immobiliengesellschaft, die es durch den Architekten Elmar Nolte sanieren ließ und anschließend als Eigentumswohnunganlage veräußerte. Nach erfolgter Sanierung wurde das Haus am 29. Juni 2001 in die Liste der Kulturdenkmale in Erfurt eingetragen.